# Middlebourne
Middlebourne är administrativ huvudort i Tyler County i West Virginia i USA. Enligt 2010 års folkräkning hade Middlebourne 815 invånare.